# Cenk Şahin
Enver Cenk Şahin (Zonguldak, 22 settembre 1994) è un calciatore turco, centrocampista svincolato.

## Caratteristiche tecniche
Ala destra, può giocare come trequartista o come ala sinistra.

## Carriera

### Club
Nel 2019, a seguito del sostegno dato all'invasione del Rojava da parte dell'esercito turco, il St. Pauli ha prima preso le distanze dal gesto di Sahin e poi rescisso il contratto con lo stesso.
Il 9 gennaio 2020 viene ingaggiato dal Kayserispor.

### Nazionale
È stato capitano dell'Under-20 turca.

## Palmarès

### Club

#### Competizioni nazionali
- TFF 1. Lig: 1

İstanbul Başakşehir: 2013-2014